# 解析信号
在数学和信号处理中，解析信号（英語：analytic signal）是没有负频率分量的复值函数。 解析信号的实部和虚部是由希爾伯特轉換相关联的实值函数。
实值函数的解析表示是解析信号，包含原始函数和它的希尔伯特变换。这种表示促进了许多数学变换的发展。基本的想法是，由于频谱的埃尔米特对称，实值函数的傅里叶变换（或频谱）的负频率成分是多余的。若是不介意处理复值函数的话，这些负频率分量可以丢弃而不损失信息。这使得函数的特定属性更易理解，并促进了调制和解调技术的衍生，如单边带。只要操作的函数没有负频率分量（也就是它仍是“解析函数”），从复数转换回实数就只需要丢弃虚部。解析表示是向量概念的一个推广： 向量限制在时不变的振幅、相位和频率，解析信号允许有时变参数。

## 定义

创建一个解析信号的传递函数

若 {\displaystyle s(t)} 是一个实值函数，其傅里叶变换为 {\displaystyle S(f)}，{\displaystyle S(f)}為一於 {\displaystyle f=0} 埃尔米特对称之函數：
{\displaystyle S(-f)=S(f)^{*},}   其中，{\displaystyle S(f)^{*}}为 {\displaystyle S(f)} 的复共轭。
函数：
{\displaystyle {\begin{aligned}S_{\mathrm {a} }(f)&{\stackrel {\mathrm {def} }{{}={}}}{\begin{cases}2S(f),&{\text{for}}\ f>0,\\S(f),&{\text{for}}\ f=0,\\0,&{\text{for}}\ f<0\end{cases}}\\&=\underbrace {2\operatorname {u} (f)} _{1+\operatorname {sgn}(f)}S(f)=S(f)+\operatorname {sgn}(f)S(f),\end{aligned}}}

其中：
- {\displaystyle \operatorname {u} (f)} 是单位阶跃函数，
- {\displaystyle \operatorname {sgn}(f)} 是符号函数，

仅包含 {\displaystyle S(f)} 的非负频率分量。而且由于 {\displaystyle S(f)} 的埃尔米特对称性，该运算是可逆的：
{\displaystyle {\begin{aligned}S(f)&={\begin{cases}{\frac {1}{2}}S_{\mathrm {a} }(f),&{\text{for}}\ f>0,\\S_{\mathrm {a} }(f),&{\text{for}}\ f=0,\\{\frac {1}{2}}S_{\mathrm {a} }(-f)^{*},&{\text{for}}\ f<0\ {\text{(Hermitian symmetry)}}\end{cases}}\\&={\frac {1}{2}}[S_{\mathrm {a} }(f)+S_{\mathrm {a} }(-f)^{*}].\end{aligned}}}

{\displaystyle s(t)} 的解析信号是 {\displaystyle S_{\mathrm {a} }(f)} 的傅里叶逆变换：
{\displaystyle {\begin{aligned}s_{\mathrm {a} }(t)&{\stackrel {\mathrm {def} }{{}={}}}{\mathcal {F}}^{-1}[S_{\mathrm {a} }(f)]\\&={\mathcal {F}}^{-1}[S(f)+\operatorname {sgn}(f)\cdot S(f)]\\&=\underbrace {{\mathcal {F}}^{-1}\{S(f)\}} _{s(t)}+\overbrace {\underbrace {{\mathcal {F}}^{-1}\{\operatorname {sgn}(f)\}} _{j{\frac {1}{\pi t}}}*\underbrace {{\mathcal {F}}^{-1}\{S(f)\}} _{s(t)}} ^{convolution}\\&=s(t)+j\underbrace {\left[{1 \over \pi t}*s(t)\right]} _{\operatorname {\mathcal {H}} [s(t)]}\\&=s(t)+j{\hat {s}}(t),\end{aligned}}}
其中
- {\displaystyle {\hat {s}}(t){\stackrel {\mathrm {def} }{{}={}}}\operatorname {\mathcal {H}} [s(t)]} 是 {\displaystyle s(t)} 的希爾伯特轉換；
- {\displaystyle *} 是卷积符号；
- {\displaystyle j} 是虛數單位。

## 例子

### 例1
{\displaystyle s(t)=\cos(\omega t),}   其中  {\displaystyle \omega >0.}
于是：
{\displaystyle {\hat {s}}(t)=\cos(\omega t-\pi /2)=\sin(\omega t),}
{\displaystyle s_{\mathrm {a} }(t)=s(t)+j{\hat {s}}(t)=\cos(\omega t)+j\sin(\omega t)=e^{j\omega t}.}  第三个等式为欧拉公式。

欧拉公式的一个推论是 {\displaystyle \cos(\omega t)={\tfrac {1}{2}}(e^{j\omega t}+e^{j(-\omega )t}).} 一般来说，简单正弦曲线的解析表示是通过用复指数表示它，丢弃负频率分量，并对正频率分量加倍得到的。正弦曲线之和的解析表示等于单个正弦波的解析表示之和。

### 例2
这里我们使用欧拉公式来识别并丢弃负频率。
{\displaystyle s(t)=\cos(\omega t+\theta )={\tfrac {1}{2}}(e^{j(\omega t+\theta )}+e^{-j(\omega t+\theta )})}
于是：
{\displaystyle s_{\mathrm {a} }(t)={\begin{cases}e^{j(\omega t+\theta )}\ \ =\ e^{j|\omega |t}\cdot e^{j\theta },&{\text{if}}\ \omega >0,\\e^{-j(\omega t+\theta )}=\ e^{j|\omega |t}\cdot e^{-j\theta },&{\text{if}}\ \omega <0.\end{cases}}}

### 例3
这是使用希尔伯特变换方法去除负频率分量的另一个例子。我们注意到，对于复值函数 {\displaystyle s(t)}，没有什么能阻止我们计算 {\displaystyle s_{\mathrm {a} }(t)}。但它可能不是一种可逆的表示，因为原频谱不总是对称的。所以除了此例以外，一般讨论都假设 {\displaystyle s(t)} 为实值函数。
{\displaystyle s(t)=e^{-j\omega t}}, 其中 {\displaystyle \omega >0}.
于是：
{\displaystyle {\hat {s}}(t)=je^{-j\omega t},}
{\displaystyle s_{\mathrm {a} }(t)=e^{-j\omega t}+j^{2}e^{-j\omega t}=e^{-j\omega t}-e^{-j\omega t}=0.}

## 负频率分量
由于 {\displaystyle s(t)=\operatorname {Re} [s_{\mathrm {a} }(t)]}，恢复负频率分量就是简简单单丢弃 {\displaystyle \operatorname {Im} [s_{\mathrm {a} }(t)]} 这件事可能与直觉不太一致。我们还可以注意到复共轭 {\displaystyle s_{\mathrm {a} }^{*}(t)} 仅由负频率分量构成。因此 {\displaystyle \operatorname {Re} [s_{\mathrm {a} }^{*}(t)]} 恢复了被减弱的正频率分量。

## 应用

### 包络和瞬时相位

一个函数（蓝色）和它的解析表示的模（红），显示出包络现象。

解析信号也可以表示在其随时间变化的幅度和相位（极坐标）：
{\displaystyle s_{\mathrm {a} }(t)=s_{\mathrm {m} }(t)e^{j\phi (t)},}
其中：
- {\displaystyle s_{\mathrm {m} }(t){\stackrel {\mathrm {def} }{{}={}}}|s_{\mathrm {a} }(t)|} 称作瞬时振幅或包络（英语：envelope (waves)）；
- {\displaystyle \phi (t){\stackrel {\mathrm {def} }{{}={}}}\arg \!\left[s_{\mathrm {a} }(t)\right]} 称作瞬时相位。

在附图中，蓝色曲线描绘 {\displaystyle s(t)}，红色曲线描绘对应的 {\displaystyle s_{\mathrm {m} }(t)}。
解缠的瞬时相位的时间导数的单位为rad/s，称作瞬时角频率：
{\displaystyle \omega (t){\stackrel {\mathrm {def} }{{}={}}}{\frac {d\phi }{dt}}(t).}
因此，瞬時頻率（单位赫兹）为：
{\displaystyle f(t){\stackrel {\mathrm {def} }{{}={}}}{\frac {1}{2\pi }}\omega (t).}  
瞬时振幅、瞬时相位与频率在一些应用中用于测量和检测的信号的局部特征。信号的解析表示的另一个应用与调制信号的解调有关。极坐标方便将振幅調變和相位（或频率）调制的影响分开，对解调某些种类的信号很有效。

### 复包络/基带
解析信号通常都会在频率上移位（下转换）到 0 Hz，可能会产生[非对称]负频率分量：
{\displaystyle {\underline {s_{\mathrm {a} }}}(t){\stackrel {\mathrm {def} }{{}={}}}s_{\mathrm {a} }(t)e^{-j\omega _{0}t}=s_{\mathrm {m} }(t)e^{j(\phi (t)-\omega _{0}t)},}
其中 {\displaystyle \omega _{0}} 是任意参考角频率。
这个函数有不同的名称，如复包络和复基带。复包络不是唯一的；它是由 {\displaystyle \omega _{0}} 的选取决定的。这个概念通常用于处理带通信号。如果 {\displaystyle s(t)} 是调制信号，{\displaystyle \omega _{0}} 可能会等于它的载波频率。
在其他情况下，{\displaystyle \omega _{0}} 选在所需通带的中间。因此简单的实系数低通滤波器就可以去除感兴趣的部分。另一个动机是减少最高频率，从而降低最小的无混叠采样率。频移不加大复信号表示的数学处理难度。因此从这个意义上说，下转换的信号仍然是解析信号。但是恢复实值表示不再是简简单单提取实部的问题了。为了避免混疊可能需要上转换，若信号已被（离散时间）采样，还可能需要插值（升採樣）。
若选取的 {\displaystyle \omega _{0}} 大于 {\displaystyle s_{\mathrm {a} }(t)} 的最高频率，则 {\displaystyle {\underline {s_{\mathrm {a} }}}(t)} 没有正频率。在这种情况下，提取实部并恢复它们，但顺序要相反；低频分量现在变为高频分量，反之亦然。这可用于解调一种叫做下边带的单边带信号。
参考频率的其他选择：
有时 {\displaystyle \omega _{0}} 的选取是要最小化
{\displaystyle \int _{0}^{+\infty }(\omega -\omega _{0})^{2}|S_{\mathrm {a} }(\omega )|^{2}\,d\omega .}
另外， {\displaystyle \omega _{0}} 选取还可以是要最小化线性逼近解缠的瞬时相位 {\displaystyle \phi (t)} 的均方误差：
{\displaystyle \int _{-\infty }^{+\infty }[\omega (t)-\omega _{0}]^{2}|s_{\mathrm {a} }(t)|^{2}\,dt}
再或者（对最佳 {\displaystyle \theta }）：
{\displaystyle \int _{-\infty }^{+\infty }[\phi (t)-(\omega _{0}t+\theta )]^{2}\,dt.}
在信号处理领域，维格纳–威利分布定义中需要解析信号，因此该方法在实际应用中具有理想特性。
有时复包络与复振幅同义；
其他时候它作为一种时间无关的推广形式。 它们的关系并不像实值的情形那样；变化的包络产生恒定的振幅。

### 应用
- 单边带调制
- 正交滤波器（英语：Quadrature filter）
- 因果滤波器（英语：Causal filter）

## 延伸阅读
- Leon Cohen, Time-frequency analysis, Prentice Hall, Upper Saddle River, 1995.
- Frederick W. King, Hilbert Transforms, vol. II, Cambridge University Press, Cambridge, 2009.
- B. Boashash, Time-Frequency Signal Analysis and Processing: A Comprehensive Reference, Elsevier Science, Oxford, 2003.